# ¡Vamos Luna!
¡Vamos Luna! (Let's Go Luna! en inglés) es una serie de televisión infantil animada educativa creada por Joe Murray que se emitió en PBS Kids. Murray trabajó anteriormente en la serie animada de Nickelodeon, La vida moderna de Rocko, y en la serie animada de Cartoon Network, El campamento de Lazlo. Está coproducida por 9 Story Media Group. Judy Greer proporciona la voz de Luna. En la primera temporada hay 38 episodios de media hora y un especial de una hora. La segunda temporada tiene 26 episodios y se estrenó el 10 de mayo de 2021. Cada episodio consta de dos segmentos de historia de 11 minutos, con un segmento corto de uno de los personajes contando un cuento popular, una canción o un poema de ese país en el medio.
A diferencia de La vida moderna de Rocko y El campamento de Lazlo, que son ambas comedias, ¡Vamos Luna! supone la primera serie educativa creada por Joe Murray. La serie emitió 64 episodios hasta el 18 de noviembre de 2022.

## Trama
¡Vamos Luna! cuenta las divertidas aventuras de tres amigos Leo, un wómbat de Australia al que le encanta la comida Carmen, una mariposa de México entusiasmada por la música y Andy, una rana de Estados Unidos apasionado por el arte.
Juntos recorren el mundo con el espectáculo del “Circo Fabuloso”, donde trabajan sus padres. En cada parada, su amiga Luna les guía y les habla del idioma, la música y las costumbres de los países que van visitando por todo el mundo. Cada día termina con Luna volviendo a aparecer mágicamente en el cielo y los niños regresando al circo, tras vivir una experiencia maravillosa.